# Konrad Weise
Konrad ("Konny") Weise (Greiz, 17 augustus 1951) is een voormalig Duits voetballer.
Als verdediger speelde de Oost-Duitse Weise zijn hele carrière bij FC Carl Zeiss Jena. Hij speelde er tussen 1970 en 1986 en speelde 310 wedstrijden. Naast zijn optreden in clubverband kwam Weise uit voor de nationale ploeg van Oost-Duitsland. Hij kwam 86 keer uit voor de nationale ploeg (78 officiële interlands) en kwam daarin tweemaal tot scoren. Hij maakte deel uit van de Oost-Duitse selectie op het WK voetbal 1974, waar West-Duitsland uiteindelijk kampioen werd.

## Olympische Spelen
Weise was met het Oost-Duits olympisch voetbalelftal tweemaal deelnemer aan de Olympische Spelen. In 1972 won hij daarbij de bronzen medaille. Vier jaar later, op de Olympische Zomerspelen 1976 in Montreal, behaalde hij met de ploeg de gouden medaille.

## Trivia
Bij een wedstrijd tegen het Nederlands elftal in de kwalificatie voor het EK van 1980 in Italië kreeg Weise het aan de stok met de Ajax-aanvaller Tscheu La Ling. Beide spelers werden van het veld gestuurd. Door de ontstane grotere ruimte op het veld wist Nederland de achterstand van 2-0 om te buigen in een 2-3-overwinning en kwalificeerde zich zo voor het EK.

## Privé
Weise is getrouwd en is vader van een zoon. In zijn geboorteplaats Greiz heeft hij een winkel in sportbenodigdheden.